# Ischnochitonika lasalliana
Ischnochitonika lasalliana is een eenoogkreeftjessoort uit de familie van de Chitonophilidae. De wetenschappelijke naam van de soort is voor het eerst geldig gepubliceerd in 1990 door Franz & Bullock.